# آرون مارتین
آرون مارتین کاریکول (اسپانیایی: Aarón Martín Caricol‎؛ زادهٔ ۲۲ آوریل ۱۹۹۷) بازیکن فوتبال اهل اسپانیا است.
از باشگاه‌هایی که در آن بازی کرده‌است می‌توان به اسپانیول و ماینتس ۰۵ اشاره کرد.
وی همچنین در تیم ملی فوتبال کاتالونیا بازی کرده‌است.